# Organizm jednokomórkowy

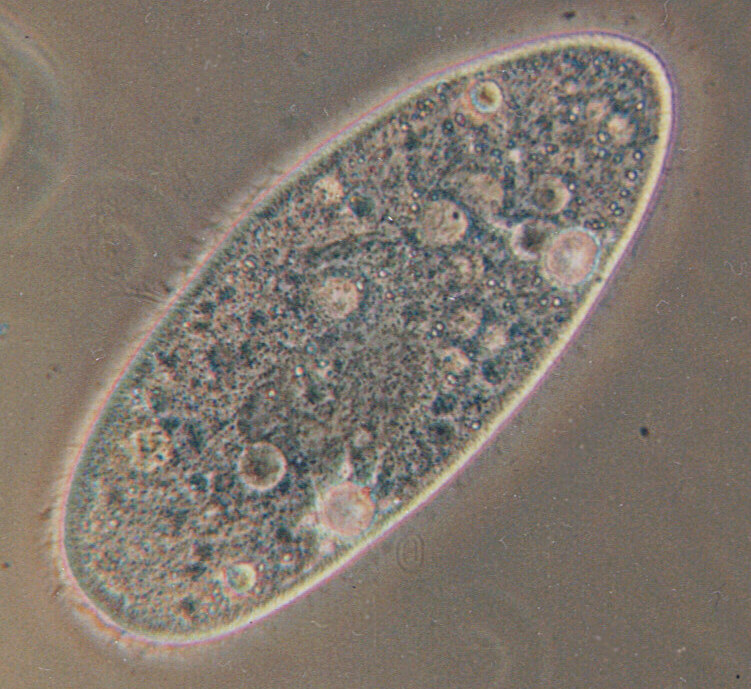
Pantofelek – przykład organizmu jednokomórkowego

Organizm jednokomórkowy – organizm składający się z tylko jednej komórki. Podstawowe funkcje życiowe, tj. rozmnażanie, odżywianie, wydzielanie, wydalanie, oddychanie, a także transport i ruch, pełnią w tych organizmach specjalne struktury, znajdujące się wewnątrz komórki. Do organizmów jednokomórkowych należą:
- prawie wszystkie prokarionty
- pewne protisty, np. pierwotniaki (jak ameba i pantofelek), eugleny, niektóre zielenice i krasnorosty
- niektóre grzyby, np. drożdże

Komórczaki i kolonie można uznać za formy przejściowe między jedno- i wielokomórkowością.
Wirusy, które stoją na granicy materii ożywionej i nieożywionej, w ogóle nie są zbudowane z komórek.
Ewolucyjny proces łączenia się organizmów jednokomórkowych i powstawania organizmów wielokomórkowych to celularyzacja.